# Bertold II. Koroški vojvoda
Bertold I. Zähringen (* okoli 1000 ; † 6. november 1078 v Weilheimu an der Teck ), imenovan Bradati, je bil koroški vojvoda od 1061 do 1077 in mejni grof Verone.

## Življenje
Bertold je bil potomec grofa Becelina Vilingenskega   in je bil po materini strani verjetno v sorodu s Staufovci. Kot grof več ozemelj, kot so Ortenau, Thurgau, Breisgau in Baar, je bil eden najvplivnejših v  Švabski vojvodini. Cesar Henrik III. je svojemu strankarskemu podporniku Bertoldu obljubil tamkajšnji vojvodski naslov.
Henrikova vdova Neža iz Poitouja je leta 1057 dala Švabsko Rudolfu Rheinfeldškemu v fevd, vendar je Bertoldu obljubil, da mu bo podelil naslednjo vojvodino, ki bo izpraznjena. Bertoldova odpoved svoji zahtevi je bila nazadnje nagrajena z nazivom koroškega vojvode in mejnega grofa Verone. Posledično so se prebivalci Zähringena povzpeli v visoko plemstvo. Kot tujec je imel Bertold tako kot njegov predhodnik Konrad III. težave pri dejanskem uveljavljanju pravic iz naslovov na Koroškem in v Veroni. Bertold se je le redko zadrževal v svoji vojvodini, dejansko oblast, zlasti v južnih predelih Koroške, pa je v nekakšni »protivojvodini« izvajal Markvard IV. Eppenštajnski. Za leta 1072/73 Lampert Hersfeldski celo poroča, da je bil Bertold odstavljen, vendar je to sporno.
Med sporom o investituri je Bertold ukrepal tako kot njegova švabska in bavarska južna sodobnika vojvoda Rudolf Rheinfeldški in Welf IV. stranke proti kralju Henriku IV. Podpiral je izvolitev Rudolfa za protikralja, zato je bil leta 1077 v Reichstagu v Ulmu odstavljen in izobčen kot vojvoda. Markvardov sin Leopold Eppensteinski je bil imenovan za novega koroškega vojvodo.
Bertold se je umaknil na lastno švabsko posest, ki je bila po njegovi izobčenosti izpostavljena stalnim napadom kraljevih čet. Bertold je umrl 6. novembra 1078 v svojem Limburgu pri Weilheimu an der Teck in bil pokopan v samostanu Hirsau, kjer je pomembno podpiral gradnjo samostanske cerkve.

## Potomci
Bertold se je prvič poročil z Rihvaro, hčerko koroškega vojvode Konrada II. Imela sta pet znanih otrok:
- Herman I. Badenski, ustanovitelj rodu mejnih grofov Badenskih
- Luitgarda * okoli 1047, ⚭ Diepoldom II. v Thurgau-vu, mejnim grofom v Nordgau-vu * 1033, † 7. avgust 1078
- Rihinca Spitzeberška, 1. ⚭ H. von Frikingen, 2. ⚭ Ludvik iz Sigmaringena
- Bertold II. Švabski, švabski vojvoda, pozneje Zähringen
- Gebhard III. , škof v Konstanci

Njegova prva hči Liutgarda († 9. avgusta  okoli 1119) je bila poročena z mejnim grofom Diepoldom II. Vohburškim in Ernstom I. Gröglingškim. Njegova druga hči Rihinca je bila v prvem zakonu poročena z nekim (Rudolfom) Frikingenskim in v drugem zakonu z Ludvikom Sigmarinškim. Podedovala je grad Spitzeberg in okolico ter tako ustanovila linijo Sigmarinških - Spitzenberških - Helfensteinskih.
Bertold I. se je drugič poročil z Beatriks, hčerko Ludvika Moussonskega, grofa Mömpelgardskega. Iz tega drugega zakona je znan en otrok:
- Matilda Thurgau/Turigowe (Zähringenska) ⚭ Bertold Steinegge imenovan »von Witilinchoven« * 15. oktober 1032.